# 소비에트-리투아니아 평화 조약

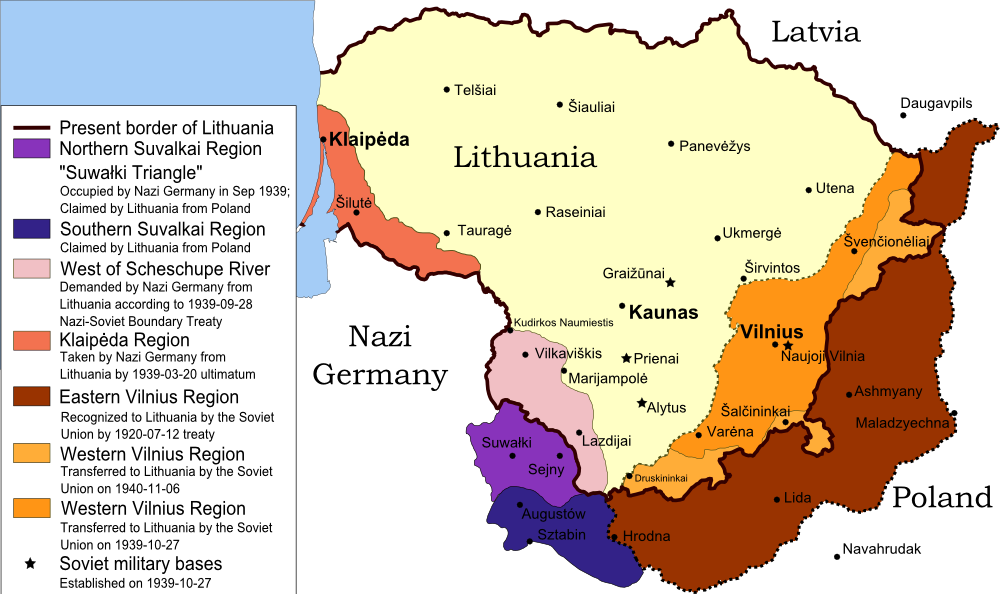
이 지도는 조약에 의해 인정된 리투아니아의 동쪽 국경을 점선으로 표시하고 있다. 이는 13세기부터 16세기까지의 역사적인 리투아니아 민족 거주지와 거의 동일하지만 벨라루스인들에 의해 분쟁이 있었다.

소비에트-리투아니아 평화 조약(영어: Soviet–Lithuanian Peace Treaty)은 모스크바 평화 조약(Moscow Peace Treaty)으로도 알려져 있으며, 1920년 7월 12일 리투아니아와 소비에트 러시아 사이에 체결되었다. 이 조약은 리투아니아의 중립과 폴란드와의 전쟁 중 인정된 영토 내에서 병력 이동을 허용하는 대가로 소비에트 러시아가 리투아니아의 주권을 인정하는 내용을 담고 있었다. 이 조약은 리투아니아의 국제적 승인 투쟁에 있어 중요한 이정표였으며 리투아니아의 동쪽 국경을 인정했다. 전간기 리투아니아는 비록 빌뉴스 지역의 상당 부분이 실제로 폴란드의 통제하에 있었음에도 불구하고, 이 조약에 의해 정해진 국경이 데 유레 국경임을 공식적으로 유지했다.
비준 문서는 1920년 10월 14일 모스크바에서 교환되었다. 이 조약은 1921년 3월 8일 국제연맹 조약집에 등록되었다.

## 배경
리투아니아는 1918년 2월 16일 옛 러시아 제국으로부터 독립을 선언했다. 3월, 볼셰비키는 브레스트-리토프스크 조약을 체결하고 리투아니아를 포함한 발트 3국에 대한 모든 주장을 포기했다. 독일 점령 당국인 동부상급지휘관은 리투아니아가 정부 기관을 설립하거나 군사 또는 경찰 병력을 조직하거나 국경을 정의하려는 시도를 허용하지 않았다. 리투아니아의 독립은 대체로 실현되지 않은 정치적 선언으로 남아있었다.
이는 1918년 11월 독일이 항복하면서 바뀌었다. 리투아니아인들은 서둘러 임시 헌법을 채택하고 정부를 구성하며 군대 조직을 시작했다.
소비에트 러시아는 브레스트-리토프스크 조약을 비난하고 발트 지역에 대한 관심을 다시 표명했다. 1918년 12월 말, 후퇴하는 독일군을 추격하던 볼셰비키군이 리투아니아 영토를 침공했다. 이는 리투아니아 독립 전쟁과 소비에트-폴란드 전쟁의 시작을 알리는 것이었다. 한 달 안에 소비에트군은 북동부 리투아니아의 많은 부분을 통제했다. 진격은 독일인 자원봉사자들의 도움으로만 저지되었다. 빌뉴스에서 볼셰비키는 빈차스 미츠케비치우스-캅수카스가 이끄는 괴뢰 소비에트 정부를 선포했다. 1919년 2월, 리투아니아 소비에트 사회주의 공화국은 벨로루시 사회주의 소비에트 공화국과 합병하여 리트벨을 형성했다. 폴란드와 리투아니아가 성공적으로 반격하면서 이 단체는 단명했다. 리투아니아의 역사적 수도인 빌뉴스는 4월에 폴란드군에 의해 점령되었다. 마지막 볼셰비키들은 8월 말에 리투아니아 영토에서 밀려났다. 리트벨은 1919년 9월까지 전체 영토를 빼앗기고 존재하지 않게 되었다.

## 협상

### 교착 상태의 외교 회담
볼셰비키가 발트 지역에서 밀려나자 레닌은 유럽의 반볼셰비키 긴장을 완화하기 위해 강화 조약을 체결하려 했다. 리투아니아-러시아 간 첫 협상 시도는 1919년 9월 11일에 이루어졌는데, 이때 소비에트 러시아 외무인민위원 게오르기 치체린이 강화 조약 제안이 담긴 각서를 보냈다. 이는 리투아니아 국가에 대한 사실상의 승인과 같았다. 비슷한 제안이 라트비아와 에스토니아에도 전달되었다. 9월 14일과 15일, 발트 3국은 탈린에서 삼자 회담을 개최하고 소비에트와 동시 평화 회담을 시작하기로 합의했다.
그러나 리투아니아는 모스크바와의 접촉을 지연시켰고, 공동 협상은 이루어지지 않았다. 리투아니아는 유럽 정치에서 고립된 공산주의 러시아와의 협상이 아직 리투아니아를 인정하지 않은 서방 강대국과의 관계를 손상시킬 것을 우려했다. 리투아니아가 리투아니아 제헌의회의 첫 민주 선거를 준비하는 동안, 선거 운동은 정부에 협상 시작을 촉구했다. 1920년 3월 31일, 리투아니아 외무장관 아우구스티나스 볼데마라스는 모스크바가 리투아니아를 민족 영토 내에서 인정하고 빌뉴스를 수도로 인정한다면 리투아니아가 회담을 시작할 준비가 되어 있다고 소비에트 외교관들에게 통보했다. 소비에트는 상황을 논의하는 데 동의하고 4월 15일에 예비 협상을 시작할 것을 제안했다. 모스크바에서의 회담은 5월 7일까지 시작되지 않았다.

### 입장
토마스 나루세비치우스(Tomas Naruševičius)가 이끄는 리투아니아 대표단은 러시아가 독립 리투아니아를 리투아니아 대공국의 합법적인 후계자로 인정할 것을 요구했지만, 아돌프 이오페가 이끄는 소비에트 대표단은 자결권 원칙에 따라서만 리투아니아를 인정할 준비가 되어 있었다. 영토 분쟁은 가장 논쟁적인 문제였다. 리투아니아는 옛 코브노현, 빌나현, 그로드노현 및 수발키현의 영토를 요구했다. 리투아니아인들에 따르면, 이 지역들은 민족적으로 리투아니아인들의 땅이었다. 1857년 M. 발린스키의 인구 조사 결과는 이 지역에 주로 리투아니아인들이 거주했음을 증명하는 증거로 제시되었다. 리투아니아인들은 이 지역의 많은 유대인과 벨라루스인 인구가 리투아니아의 일부가 되기를 원한다고 주장했다. 그들은 시몬 로젠바움과 도미니크 세마슈코라는 각 집단의 대표를 데려와 이 주장을 지지했다. 리투아니아의 영토는 리투아니아 유대인이 거주하는 지역이므로 쉽게 식별될 수 있다는 데 합의했다. 폴란드 제2공화국 또한 이 영토에 대한 주장을 제기했으며, 당시 실제 통제권을 가지고 있었는데, 특히 빌뉴스 지역이 그러했고, 몇 년 후에는 중앙리투아니아 공화국이 수립되었다.
소련은 폴란드에 대항하는 군사동맹을 맺는 데 동의하면 리투아니아의 영토를 인정하기로 했다. 폴란드는 소련에 대항하여 키이우 공세에 참여하고 있었다. 리투아니아인들은 빌뉴스를 되찾을 기회에 유혹을 받았지만 거절했다. 소련이 폴란드에 대항하는 자연스러운 동맹처럼 보였음에도 불구하고, 리투아니아인들은 폴란드와 그 동맹국인 프랑스, 영국과 좋은 관계를 유지하는 것이 장기적으로 더 나은 전략이라고 판단했다. 리투아니아는 소련의 계획을 영국에 알리면서 이러한 움직임이 리투아니아의 신뢰성을 증명하고 폴란드에 빌뉴스에 관한 합의를 수용할 수 있도록 간접적인 압력을 가할 수 있기를 희망했다. 그러나 이러한 전술은 폴란드가 항상 프랑스의 지지를 받았고 영국의 간접적인 압력이 폴란드의 외교 정책을 바꿀 만큼 강하지 않았기 때문에 성공적이지 못했다.
협상은 길고 어려웠다. 러시아군이 1920년 5월 키이우를 점령한 폴란드군에게 밀리는 동안, 리투아니아인들은 회담을 지연시키려 했다. 1920년 5월 22일, 리투아니아 대표단은 평화 회담에서 철수하겠다고 위협하기까지 했다. 그러나 상황이 바뀌고 러시아가 성공적으로 반격하면서 리투아니아인들은 7월 12일 조약을 체결해야 한다는 압력을 받았다. 조약이 진정성이 있는지, 그리고 소련이 어떠한 실제적인 책임을 지는지를 놓고 논쟁이 있은 후, 리투아니아 제헌의회는 1920년 8월 8일에 이를 비준했다.

## 조항

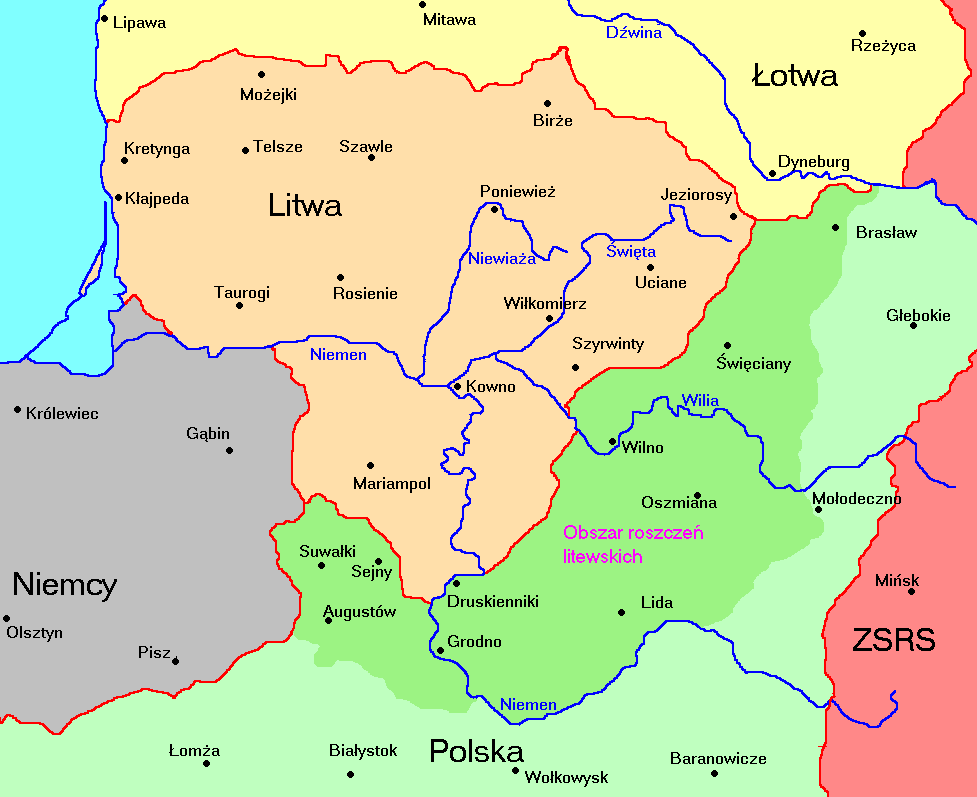
폴란드가 점령했으며 평화 조약에 따라 리투아니아에 할양된 영토가 녹색으로 표시되어 있다.

이 조약은 19개 조항으로 구성되어 있었다. 제1조는 러시아가 리투아니아의 독립을 무조건 인정하고 모든 영토 주장을 자발적으로 포기한다고 규정했다. 제2조는 리투아니아 영토를 설명했다. 소련은 브라스라우, 흐로드나, 리다, 파스타비 및 빌뉴스를 포함한 빌뉴스 지역에 대한 리투아니아의 권한을 인정했다. 수바우키 지역의 운명은 조약에 의해 결정되지 않았는데, 국경선이 시타빈 마을까지만 그려졌기 때문이다. 볼셰비키는 또한 3백만 루블과 10만 7천 헥타르의 목재를 전쟁배상금으로 지불하겠다고 약속했다. 리투아니아는 모든 부채 의무에서 면제되었다.
조약은 난민과 전쟁포로가 고국으로 돌아갈 수 있도록 허용했다. 당시 리투아니아는 약 2,000명의 러시아 포로를, 러시아는 약 150명의 리투아니아 포로를 보유하고 있었다. 리투아니아에 거주하는 러시아인들은 리투아니아 또는 러시아 시민권을 선택할 수 있었다. 러시아는 전쟁 중에 제거된 모든 문화 및 역사적 재산을 반환하겠다고 약속했다. 실무 위원회가 구성되어 리투아니아에 대한 피해액을 약 8억 1,600만 루블로, 폴란드가 통제하는 영토에 대한 피해액을 4억 700만 루블로 평가했다. 국경 보호, 무역 및 통행 협약 및 기타 세부 사항을 결정하기 위한 별도의 합의가 나중에 이루어질 예정이었다.
이 조약에는 소련이 폴란드와의 적대 행위 기간 동안 소련이 인정한 리투아니아 영토 내에서 무제한으로 이동할 수 있도록 허용하는 비밀 조항도 포함되어 있었다. 이 조항은 진행 중인 소비에트-폴란드 전쟁에서 리투아니아의 중립국 문제에 대한 의문을 제기하게 되었다.
리투아니아는 망명 중인 벨라루스 인민 공화국 단체의 활동을 포함하여 자국 영토 내의 "반소련 조직 및 단체" 활동을 중단해야 했다.

## 여파

### 폴란드-리투아니아 분쟁
조약이 협상되고 체결되는 동안, 조약에 의해 리투아니아에 할양된 영토의 대부분은 이미 볼셰비키군에 의해 통제되고 있었다. 폴란드군이 서부 러시아에서 후퇴함에 따라 리투아니아는 조약에 명시된 국경을 확보하려고 시도했다. 리투아니아군은 7월 19일 포흐선을 넘어 소련이 리투아니아에 부여한 영토를 통제하려 했고, 폴란드의 항의에도 불구하고 빠르게 진격했으며, 여러 경우 후퇴하는 폴란드군과 교전을 벌였다. 이는 세이니, 아우구스투프, 수바우키 마을을 둘러싼 남부 리투아니아에서의 충돌로 이어졌다. 역사가 피오트르 워소프스키에 따르면, 리투아니아인들은 소련에 물류 지원도 제공했다.
볼셰비키군은 1920년 7월 14일에 빌뉴스에 처음 진입했지만, 조약은 빌뉴스를 리투아니아에 양도하지 않았다. 소련은 사회주의 혁명을 조장할 목적으로 이전 리트벨이라는 괴뢰 정부를 수립했다. 레프 트로츠키와 미하일 투하쳅스키는 리투아니아 정부 전복을 준비하고 있었다. 그러나 이 계획은 8월 13일부터 8월 25일 사이에 폴란드가 바르샤바 전투에서 소련군을 격파하면서 결코 실현되지 못했다. 8월 26일, 폴란드군이 리투아니아 남부 국경에 접근하자 소련은 마침내 빌뉴스를 리투아니아에 넘겨주었고 붉은 군대는 철수했다.
9월에 폴란드군이 우세를 점하고 소련군을 동쪽으로 추격하자, 소련군은 리투아니아 통제 영토를 자유롭게 이동했지만, 그들을 추격하려던 폴란드군은 체포되어 구금되었다. 리투아니아의 선언된 중립은 폴란드에 의해 의심받았는데, 폴란드는 리투아니아가 소련군이 영토를 자유롭게 통과하도록 허용했다고 비난했으며, 리투아니아는 이를 부인할 수 없었다. 조약은 소련과 리투아니아 사이에 공식적인 군사동맹을 맺지는 않았지만, 중립국으로서 리투아니아의 위상을 떨어뜨렸다. 워소프스키는 폴란드에 대한 리투아니아의 중립 부족이 "폴란드 정부가 완전한 정당성을 가지고 리투아니아를 상대편에서 전쟁에 참여하는 국가로 간주할 수 있었으며, 모든 정치적, 법적 함의를 가질 수 있었다"고 썼다. 역사가 알프레드 E. 센은 "리투아니아인들은 '엄격하게 중립적'이었다고 주장할 수 없다"며 "리투아니아인들은 8월 말에 바르샤바가 카우나스의 중립을 인정하지 않았을 때 놀라지 말았어야 했다"고 썼다. 이는 빌나 공세, 세이니 봉기, 1919년 리투아니아의 폴란드 쿠데타 시도 및 폴란드 측의 다른 음모와 관련하여 이해될 수 있으며, 이는 리투아니아인들이 그들의 진정한 의도에 대해 의심을 품게 만들었다.
8월 말, 리투아니아와 폴란드 대표단은 상황을 협상하기 위해 카우나스에서 만났다. 회담이 진행되는 동안, 폴란드군은 남부의 세이니, 아우구스투프, 수바우키를 탈환했다. 수바우키 지역은 리투아니아의 독립 운동의 중심지로서 리투아니아인들에게 큰 상징적 중요성을 지녔다. 리투아니아는 이 지역에서 군사 작전을 개시했다. 폴란드도 7월 소련 공세 동안 어쩔 수 없이 포기해야 했던 빌뉴스를 점령하려 했다. 이러한 충돌은 9월에 폴란드와 리투아니아 간의 광범위한 전선에서의 전쟁으로 이어졌다. 국제연맹의 개입으로 1920년 10월 7일 수바우키 협정이 중재되었고, 이 협정은 10월 10일에 발효될 예정이었다. 그러나 10월 9일, 폴란드 장군 루치안 젤리고프스키는 반란을 일으켜 리투아니아를 침공하고 빌뉴스를 점령했다. 빌뉴스 및 수바우키 지역의 대부분은 전간기 동안 폴란드 통제하에 남아 있었고, 전간기 폴란드-리투아니아 관계는 "전쟁도 평화도 아닌" 상태로 묘사되었다.

### 유산
이 조약은 리투아니아의 국제적 승인을 위한 노력에서 중요한 돌파구를 마련했다. 리투아니아의 제1차 세계 대전 난민 및 포로의 귀환을 허용하는 조항은 환영받는 발전이었다. 그러나 소련은 모든 배상금을 지불하지 않았고 문화 및 역사적 재산 반환을 진지하게 고려하지 않았다. 리투아니아 정치인과 역사가들은 계속해서 이러한 물품의 반환을 요구하고 있지만, 러시아 정부는 그 물품들이 유실되었다고 주장한다.
현대 벨라루스 역사학은 이 조약, 특히 현대 벨라루스 영토(주로 흐로드나, 쉬추친, 리다, 아쉬먀니, 스마르혼, 파스타비, 브라스라우 뿐만 아니라 빌나가 포함된 현대 빌뉴스 지역)의 리투아니아 양도를 벨라루스 인민의 국익을 무시하고 즉각적인 군사적, 정치적 이득을 목적으로 한 소련 당국의 일방적인 행위로 간주한다.
일부 역사가들은 폴란드가 소비에트-폴란드 전쟁에서 승리하지 않았다면 리투아니아는 소련의 침략을 받았을 것이고, 20년간의 독립을 경험하지 못했을 것이라고 주장했다. 소련-리투아니아 평화 조약에도 불구하고, 리투아니아는 1920년 여름 소련의 침략을 받아 강제로 그 국가에 편입될 뻔했으며, 폴란드의 승리만이 이 계획을 좌절시켰다. 소련 요원 스타니슬라프 바웁샤쇼프가 이끄는 일단의 남성들이 리투아니아 정부에 대한 쿠데타를 조직했지만, 바르샤바 전투에서 폴란드가 승리한 후 그들의 계획은 중단되었다.
양국어 조약은 동등한 효력을 가진 두 개의 사본으로 서명되었으며, 1940년 리투아니아 점령 이전에 리투아니아 외교관 비타우타스 요나스 길리스(Vytautas Jonas Gylys)에 의해 먼저 스웨덴으로, 나중에는 캐나다로 대피된 리투아니아어 사본은 2021년에 발견되어 리투아니아 중앙 국립 문서 보관소로 이관되었다.

## 같이 보기
- 라트비아-소련 리가 평화 조약 – 1920년 8월 11일 라트비아와 체결된 유사 조약
- 타르투 조약 (러시아-에스토니아) – 1920년 2월 2일 에스토니아와 체결된 유사 조약
- 타르투 조약 (러시아-핀란드) – 1920년 10월 14일 핀란드와 체결된 유사 조약
- 리가 평화 조약 – 1921년 3월 18일 폴란드, 소비에트 러시아, 소비에트 우크라이나 간에 체결된 유사 조약